# 빈켈리트
빈켈리트(독일어: Winkelried)는 스위스 운터발덴주의 가문으로 13세기 후반에는 하급 귀족으로, 14세기에서 16세기 초반에는 평민으로 기록되었다. 이름은 대부분 스위스 역사 문헌에서 젬파흐 전투(1386)의 영웅인 아놀드 폰 빈켈리트와 관련이 있다. 19세기 스위스 민족주의에서 아놀드 빈켈리트의 중요성 때문에 이 가문의 족보에 대한 많은 연구가 진행되었다.

## 개요
빈켈리트 가문의 기원은 니트발덴의 에네트무스 영역으로 추정되며, 지명 비히리트(Wychried, 46.953 ° N 8.340°E)가 현대까지 살아남은 곳이다. 이 가문의 첫 번째 기록된 구성원은 기사 루돌프 폰 빈켈리트였으며, 1240년대로 된 편지에서 확인할 수 있다. 하인리히 폰 빈켈리트는 아마도 1275년에서 1303년 사이에 루돌프 폰 합스부르크 백작의 기사이자, 장관으로 기록된 루돌프의 아들이었을 것이다. 하인리히는 에터린(1507)에 의해 처음으로 기록된 용 싸움의 전설과 그를 연결하게 되었다. 엥겔베르그의 루돌프 1세 수도원장처럼 같은 기간에 살았던 사람도 가문의 구성원이었을 수 있다.
하인리히 이후, 빈켈리트는 귀족으로서의 명성을 잃었다. 빈켈리트라는 이름을 가진 사람들은 14세기와 15세기에 대부분 번영한 평민으로 기록된다. 이 후기의 빈켈리트는 문장을 유지함으로써(삼각형에 초승달 표시) 귀족 사이에서 기원을 증명할 수 있었다. 야콥 폰 빈켈리트는 1343년에 에네트무스에 소유한 재산으로 기록되어 있으며, 1372년에는 페터 빈켈리트가 알프나흐에 있는 엥겔베르크 소유의 세입자였다. 1382년 운터발덴의 귀족 가문에 대한 봉기에서 빈켈리트는 귀족과의 밀접한 관계 때문에 영향을 받은 것으로 보인다.
1367년 5월 1일자 문서에서 목격자 중 한 명이 에르니 빈켈리트로 서명한다. 이것은 애국 전설의 아놀드 빈켈리트의 역사성에 대한 기록에 있는 유일한 후보자이다. 빈켈리트가 젬파흐의 영웅으로 처음 언급된 것은 거의 1세기 후인 부르고뉴 전쟁 당시로 거슬러 올라간다. 그러나 에르니 빈켈리트라는 사람은 영웅의 죽음으로 추정되는 전투 후 1389년 9월 29일과 1396년 3월 13일에 다시 기록된다. 그러나 또 다른 에르니 빈켈리트는 1417년과 1418년에 니트발덴의 암트만으로 나타나므로 이 이름을 가진 사람이 한 명 이상, 아마도 아버지와 아들이었을 것이다. 또 다른 아놀드 빈켈리트는 1474년 11월의 소송과 관련하여, 1476년부터 1482년까지 스위스 의회에서 니트발덴의 대표로 15세기 후반에 기록되었다. 1456년부터 기록된 하인리히 빈켈리트는 1471년 이전부터 니트발덴 공의회를 거쳐 1469년부터 1498년까지 국회의장을 역임했다. 네 번째 아놀드 빈켈리트는 1496년부터 1507년까지 대표로 기록되었다. 그는 또한 1508년에 황제 막시밀리안에게 파견된 스위스 대표단의 일원이었고, 1513년에 노바라 전투에서 대위로 있었다. 이 아놀드는 1524년에 마지막으로 기록되었다.
또 다른 아놀드 빈켈리트는 때때로 앞서 언급한 것과 혼동되기도 하지만, 16세기 1분기 동안 악명 높은 용병 지도자였다. 그는 밀라노 공작 막시밀리안 스포르차로부터 1514년 기사 작위를 받았다. 9월 13일 그는 쉬너 추기경에 의해 밀라노 외곽에서 프랑스 병사들과 소규모 접전을 벌이도록 부추겨서 마리냐노 전투를 일으켰다. 1516년 그는 막시밀리안을 위해 밀라노로 진군했고 프랑스군에 맞서 베로나를 방어했다. 1517년 5월 조약 이후, 빈켈리트는 이전 공작 Sforza가 아직 지불하지 않은 임금 때문에 프랑스 왕(현재는 밀라노 공작이기도 함)에게 개인적으로 전쟁을 선포하겠다고 위협했다. 이 논쟁이 만족스럽게 해결된 후, 그는 1518년 프랑스군에 입대하여 1521년 피카르디 전역에 대위 계급으로 참가했다. 1522년에 그는 롬바르디아를 침공하는 프랑스군에서 16,000명의 스위스 용병을 지휘했다. 비코카 전투에서 그는 제국 측에서 복무하고 있던 전 사령관인 게오르그 폰 프룬츠베르크를 만났다. 두 용병 지도자는 단일 전투에 참여했고, 빈켈리트는 사망했다. 빈켈리트가 프룬츠베르크에 의해 살해되었는지 또는 측면에서 총에 맞았는지 여부는 나중에 양측의 스위스군 사이에서 논쟁이 되었다. 이 아놀드 빈켈리트의 죽음은 젬파흐의 전설적인 영웅에 대한 최초의 인쇄된 기록보다 즉각적이기 때문에 일부 역사가들은 16세기 초반의 연대기가 용병 지도자의 이름을 따서 이전에 이름이 없는 영웅을 명명했다고 주장했다.
아놀드의 아들 한스 빈켈리트는 1532년 이전에 사망했으며, 그 이름은 1550년까지 멸족된 것으로 보인다.